# Onychogomphus meghalayanus
Onychogomphus meghalayanus – gatunek ważki z rodziny gadziogłówkowatych (Gomphidae).